# Рик Зомбо
Рик Джеймс Зомбо (на английски: Richard James Zombo) е американски хокеист.

## Биография
Рик Зомбо е роден на 8 май 1963 година в град Дес Плейнс, Илинойс.